# Grandaïta
La grandaïta és un mineral de la classe dels fosfats que pertany al supergrup de la brackebuschita. Rep el nom de la província italiana de Cuneo, on va ser descoberta. Aquesta província, a causa de la seva mida, és coneguda al Piemont amb el sobrenom de Provincia Granda o simplement la Granda (és a dir: la gran).

## Característiques
La grandaïta és un arsenat de fórmula química Sr₂Al(AsO₄)₂(OH). Va ser aprovada com a espècie vàlida per l'Associació Mineralògica Internacional l'any 2013, sent publicada per primera vegada el 2014. Cristal·litza en el sistema monoclínic.
Segons la classificació de Nickel-Strunz, la grandaïta pertany a «08.BG: Fosfats, etc. amb anions addicionals, sense H₂O, amb cations de mida mitjana i gran, (OH, etc.):RO₄ = 0,5:1» juntament amb els següents minerals: arsentsumebita, bearthita, brackebuschita, gamagarita, goedkenita, tsumebita, arsenbrackebuschita, feinglosita, bushmakinita, tokyoïta, calderonita, melonjosephita i tancoïta.
Les mostres que van servir per a determinar l'espècie, el que es coneix com a material tipus, es troben dipositades a les col·leccions mineralògiques del Museu regional de ciències naturals, secció de mineralogia, petrografia i geologia, a Torí (Itàlia), amb el número de catàleg: m/ 15999.

## Formació i jaciments
Va ser descoberta a la mina Valletta, situada a la localitat de Vallone della Valletta, dins Canosio, a la província de Cuneo (Piemont, Itàlia), on es troba en forma de masses fines o com a agregats en forma de ventall de petits cristalls, inferiors a 1 mm, associada a altres minerals com: tilasita, quars, hematites, braunita, barita i egirina. Aquesta mina italiana és l'únic indret de tot el planeta on ha estat descrita aquesta espècie mineral.